# Епископ дељадровско-илинденски Јоаким
Јоаким (световно Јаким Јовчевски; Луково код Струге, 7. новембар 1949) је назначени епископ дељадровско-илинденски (од пролећа 2023. године) Македонске православне цркве (МПЦ). Претходно је био епископ полошко-кумановски (2004-2023) и титуларни епископ велички (2003—2004) у саставу Православне охридске архиепископије (ПОА), под омофором Српске православне цркве.

## Биографија
Рођен је 7. новембра 1949. године у селу Луково код Струге. Завршио је средњу грађевинско-техничку школу. Студирао је и на Грађевинском факултету у Скопљу, где је и дипломирао богословље на Богословском факултету Св. Климент Охридски, марта 1992. године.
У Цетињском манастиру, 9. фебруара 1996. године примио је монашки образ. Исте године 12. јула митрополит црногорско-приморски Амфилохије рукоположио га је за јерођакона, а за јеромонаха 31. октобра те године.
Дана 7. фебруара 1997. године изабран је за професора Цетињске богословије, где предаје: Нови завет, Хришћанску етику и Агиологију.
Од лета 2001. године обавља дужност настојатеља манастира Обод у Ријеци Црнојевића.
Дана 19. децембра 2002. године на Ријечком Граду у храму св. Николаја Мирликијског је произведен у чин игумана од митрополита црногорско-приморског Амфилохија.

## Епископ
Одлуком Светог архијерејског сабора Српске православне цркве, одржаног 23. маја 2003. године, по предлогу митрополита велешког и повардарског и патријарашког егзарха аутономне Охридске архиепископије Јована VI, изабран је за његовог викарног епископа, са титулом епископ велички и мјестобљуститељ полошко-кумановски, откако је претходно Сабор ставио под забрану свештенодејства митрополита те епархије Кирила. Његово хиротонисање у епископски чин је извршено 30. новембра 2003. године у Саборном храму Свети арханђел Михајло у Београду.
Одлуком Светог архијерејског синода Православне охридске архиепископије од 16. августа 2004. године, изабран је за пуноправног епископа полошко-кумановског.
Током редовног заседања Светог Архијерејског Сабора СПЦ, које је одржано од 15. до 26. маја 2005. године, усвојен је саборски Томос о црквеној аутономији Православне охридске архиепископије, који је издат 24. маја, од стране сабора, са потписом српског патријарха Павла. Тим актом, који је био усаглашен и усвојен на саборском заседању, Православна охридска архиепископија добила је пуну црквену аутономију, под омофором Српске православне цркве. У тексту томоса, изричито је поменут и епископ Јоаким, као и његова Полошко-кумановска епархија.
Свети архијерејски сабор СПЦ је 16. маја 2022. године донео одлуку о обнови литургијског заједништва са Македонском православном црквом, а епископ Јоаким је 19. маја године у Београду учествовао у првом заједничком богослужењу архијереја СПЦ и МПЦ. У наставку заседања, Свети архијерејски сабор СПЦ је 20. маја донео начелну одлуку о давању сагласности за додељивање аутокефалног статуса МПЦ, али та одлука због своје начелне и условне природе није била одмах обнародована, нити је поменута у званичном саборском саопштењу, које је објављено 23. маја. Потом је уследио боравак српског патријарха Порфирија у Скопљу, где је 24. маја дошло до јавног саопштавања одлуке о прихватању аутокефалности МПЦ од стране СПЦ, а том догађају је присуствовао и епископ Јоаким.
Стицајем околности, јерархија ПОА није присуствовала објављивању патријарховог томоса о аутокефалности МПЦ, који је био уручен 5. јуна у Београду, а након тог чина јерархија ПОА се није званично оглашавала поводом кључних питања која проистичу из односа између поменутог патријарховог томоса и старијег саборског томоса из 2005. године.

## Прелазак под окриље МПЦ
У пролеће 2023. године, Синод Македонске православне цркве (МПЦ) је предложио да епископ Јоаким у склопу предстојеће интеграције ПОА са МПЦ добије на управу будућу Епархију дељадровско-илинденску, чије је оснивање тада најављено. Даљи кораци ка решавању тог комплексног питања остварени су 20. маја, када је Свети архијерејски сабор СПЦ дао сагласност за прелазак јерархије ПОА под окриље МПЦ, након чега је Синод МПЦ 20. јуна одлучио да јерарсима ПОА буду дозначене нове, у том тренутку још увек непостојеће епархије у оквиру јерархијске структуре МПЦ.
Тиме је покренут и поступак за оснивање тих епархија, што према слову Устава МПЦ подразумева и одговарајућу одлуку Црквено-народног сабора МПЦ, који ће бити сазван у будућности. До окончања тог процеса требало би да буду решена и преостала питања која се односе на процес интеграције, укључујући и званично организовање поменуте епархије, након чега би требало да буде решено и питање званичног Јоакимовог устоличења на служби епископа дељадровско-илинденског. У међувремену, Синод ПОА је 28. јуна издао саопштење о интеграцији јерархије ПОА у МПЦ, након чега је Јоаким усвојио титулу: епископ дељадровско-илинденски.